# 大空の凱歌
『大空の凱歌』（おおぞらのがいか、Battle Hymn）は1957年に公開されたアメリカ合衆国の戦争映画。
朝鮮戦争で何百人もの戦災孤児を救出した実在のアメリカ空軍戦闘パイロットディーン・ヘス大佐の活躍を描き、彼を主演のロック・ハドソンが演じた。監督はダグラス・サーク。ロス・ハンターが製作し、シネマスコープで撮られた。
映画の公開と同時にヘスは同名の自伝を出版。ヘスは、映画と本の利益を彼が設立に関わった孤児院のネットワークに寄付した。本作は韓国で、朝鮮戦争を舞台とした有名なアメリカ映画の1つとして知られている。

## キャスト
| 役名                   | 俳優                     | 日本語吹替                     |
| 役名                   | 俳優                     | NET版                          |
| ---------------------- | ------------------------ | ------------------------------ |
| ディーン・ヘス大佐     | ロック・ハドソン         | 広川太一郎                     |
| エン・スーン・ヤン     | アンナ・カシュフィ       | 二階堂有希子                   |
| ハーマン軍曹           | ダン・デュリエ           | 加茂喜久                       |
| ダン・スキッドモア大尉 | ドン・デフォー           | 杉浦宏策                       |
| メアリー・ヘス         | マーサ・ハイヤー         | 北浜晴子                       |
| ムーア少佐             | ジョック・マホニー       | 江角英明                       |
| ルン・ワ               | フィリップ・アーン       | 辻村真人                       |
| メープル中尉           | ジェームズ・エドワーズ   | 堀勝之祐                       |
| ディーコン・エドワーズ | カール・ベントン・リード | 真木恭介                       |
| ティンベリッジ将軍     | バートレット・ロビンソン |                                |
| ホリス中尉             | サイモン・スコット       | 風祭修一                       |
| メース軍曹             | アラン・ヘイル・Jr       |                                |
| チュー                 | チョン・ギョピョ         |                                |
| チョン少佐             | ジェームズ・ホン         |                                |
| 公務員                 | 島田テル                 |                                |
| ハリソン少佐           | カールトン・ヤング       | 城山知馨夫                     |
| 日本語版スタッフ       |                          |                                |
| 演出                   | 演出                     | 左近允洋                       |
| 翻訳                   | 翻訳                     | 広瀬順弘                       |
| 効果                   | 効果                     | 赤塚不二夫                     |
| 調整                   | 調整                     | 樋口鍄三                       |
| 制作                   | 制作                     | グロービジョン                 |
| 解説                   | 解説                     | 淀川長治                       |
| 初回放送               | 初回放送                 | 1968年7月14日 『日曜洋画劇場』 |